# Keliki
Keliki is een bestuurslaag in het regentschap Gianyar van de provincie Bali, Indonesië. Keliki telt 4619 inwoners (volkstelling 2010).